# Gebhart Kaas
Gebhard "Gebhart" Valentin Kaas (29. juni 1835 på Nedergård – 14. december 1911 sammesteds) var en dansk godsejer, kammerherre og hofjægermester, far til Otto Kaas.
Han var søn af hofjægermester Hans Kaas og hustru, arvede Stamhuset Nedergaard, overtog 1859 Svalebøllegård, blev 1865 hofjægermester, 1880 kammerherre, købte 1885 Stårupgård og blev 1908 Ridder af Dannebrog.
Han ægtede 29. juni 1860 på Gertrudsholm Adelheid Marie von Hedemann (2. marts 1839 på Møllegård, Longelse Sogn - 27. december 1884 på Nedergård), datter af Christopher Adolph von Hedemann og Cecilie Pouline Rosenørn.